# Лайонс (Джорджія)
Лайонс (англ. Lyons) — місто (англ. city) в США, в окрузі Тумс штату Джорджія. Населення — 4239 осіб (2020).

## Географія
Лайонс розташований за координатами 32°12′18″ пн. ш. 82°19′16″ зх. д. / 32.20500° пн. ш. 82.32111° зх. д. (32.204915, -82.321208).  За даними Бюро перепису населення США в 2010 році місто мало площу 21,74 км², з яких 21,24 км² — суходіл та 0,49 км² — водойми.

## Демографія
Згідно з переписом 2010 року, у місті мешкало 4367 осіб у 1637 домогосподарствах у складі 1084 родин. Густота населення становила 201 особа/км².  Було 1913 помешкання (88/км²).
Расовий склад населення:
| - 50,9 % — білих - 33,9 % — чорних або афроамериканців - 0,2 % — корінних американців - 0,2 % — азіатів - 0,1 % — вихідців з тихоокеанських островів - 11,8 % — осіб інших рас |

До двох чи більше рас належало 2,8 %. Частка іспаномовних становила 17,8 % від усіх жителів.
За віковим діапазоном населення розподілялося таким чином: 30,7 % — особи молодші 18 років, 55,7 % — особи у віці 18—64 років, 13,6 % — особи у віці 65 років та старші. Медіана віку мешканця становила 31,8 року. На 100 осіб жіночої статі у місті припадало 82,1 чоловіків;  на 100 жінок у віці від 18 років та старших — 76,2 чоловіків також старших 18 років.
Середній дохід на одне домашнє господарство  становив 31 180 доларів США (медіана — 22 438), а середній дохід на одну сім'ю — 36 671 долар (медіана — 26 778). Медіана доходів становила 28 774 долари для чоловіків та 23 267 доларів для жінок. За межею бідності перебувало 37,2 % осіб, у тому числі 49,8 % дітей у віці до 18 років та 32,3 % осіб у віці 65 років та старших.
Цивільне працевлаштоване населення становило 1560 осіб. Основні галузі зайнятості: виробництво — 31,9 %, будівництво — 14,3 %, освіта, охорона здоров'я та соціальна допомога — 13,7 %.